# Zvolenská pahorkatina
Zvolenská pahorkatina je geomorfologický podcelek Zvolenské kotliny. 

## Vymezení
Podcelek zabírá centrální část Zvolenské kotliny a z velké části ho obklopují právě podcelky vlastní geomorfologické jednotky. Na západě leží Sliačska kotlina, severně a severovýchodně navazuje Bystrická a Ponická vrchovina, východním směrem na krátkém úseku sousedí Povraznícka brázda. Poľana sousedí se Zvolenskou pahorkatinou podcelkem Detvianske predhorie, jihovýchodním směrem pokračuje Slatinská kotlina. Jižní hranice vede údolím Slatiny a odděluje pohoří Javorie a jeho podcelek Lomnianska vrchovina.

## Chráněná území
Na území Zvolenské pahorkatiny leží několik maloplošných chráněných území, mezi nimi:
- Arborétum Borová hora – chráněný areál
- Zolniansky lahar – přírodní památka
- Zolná – přírodní památka
- Mičinské travertíny – národní přírodní památka[2]

## Doprava
Významnou dopravní křižovatkou je město Zvolen, kde se kříží silnice ze severu, východu, jihu i západu. Okrajem pahorkatiny vedou údolími Hronu a Slatiny důležité koridory; ze severu na jih vede v trase rychlostní silnice R1 a silnice I/66 koridor mezinárodní silnice E 77 (Krakov – Budapešť). U Zvolenu se kříží s E 58 (Nitra – Košice), vedoucí po silnici I/16, vedoucí na Lučenec. Ve Zvoleni se kříží i významné železniční tratě Nové Zámky – Zvolen – Košice, Zvolen – Banská Bystrica – Vrútky a Zvolen – Krupina – Čata.